# Edgar Méndez Chan
Edgar Eduardo Méndez Chan (El Tejar, 6 de enero de 1991), más conocido como Edgar Méndez, es un futbolista guatemalteco que juega como centrocampista en el Deportivo Coatepeque, de la Liga Nacional de Fútbol de Guatemala.

## Trayectoria
Se formó en las divisiones inferiores de Antigua GFC donde debutaría en la Segunda División de Guatemala en el año 2010 y donde ascendería con el club a la Primera División de Guatemala, tras su gran papel en el Antigua GFC fue contratado en el 2012 por el Club Municipal para la temporada oficial 2012-2013.
El cambio de directiva en Municipal dio como resultado ser baja del equipo y regresar nuevamente al Antigua GFC, donde jugaría solo un torneo debido a que el Deportivo Coatepeque requeriría sus servicios. 